# Claude Verdan
Claude Verdan (* 21. September 1909 in Yverdon-les-Bains; † 7. August 2006 in Cully) war ein Schweizer Chirurg.

## Leben
Claude Verdan studierte in Lausanne Medizin und doktorierte 1935 darin. In Zürich und in der Abteilung von Pierre Decker am Waadtländer Kantonsspital absolvierte er eine Chirurgieausbildung. 1946 gründete er die Klinik für Handchirurgie La Longeraie in Lausanne, die weltweit bekannt wurde und von 1961 bis 1980 war er Chef der chirurgischen Poliklinik der Universität Lausanne. Verdan gründete nach seiner Emeritierung 1981 ein Museum über die Hand in Lausanne (Musée de la main, heute ein Museum mit breit gefächerter Wissenschaftsthematik). Es wird von der Stiftung Claude Verdan geführt.
Verdan leistete massgebliche medizinische Beiträge zur Chirurgie der Hand, verfasste mehr als 350 Publikationen, vor allem zur Unfallmedizin und Handchirurgie, war Mitglied in zahlreichen internationalen chirurgischen Gesellschaften und erhielt für seine Leistungen unzählige Ehrungen. Er wurde 1978 zuerst zum Ritter und später auch zum Offizier der französischen Ehrenlegion ernannt. In Japan erhielt er den Preis Pioneer in hand surgery.